# Landtagswahlkreis Vaihingen
Der Wahlkreis Vaihingen (Wahlkreis 13) ist ein Landtagswahlkreis in Baden-Württemberg. Er umfasste bei der Landtagswahl 2021 die Gemeinden Bönnigheim, Ditzingen, Eberdingen, Gerlingen, Hemmingen, Korntal-Münchingen, Markgröningen, Oberriexingen, Sachsenheim, Schwieberdingen, Sersheim und Vaihingen an der Enz aus dem Landkreis Ludwigsburg.
Die Grenzen der Landtagswahlkreise wurden nach der Kreisgebietsreform von 1973 zur Landtagswahl 1976 grundlegend neu zugeschnitten und seitdem nur punktuell geändert. Starkes Bevölkerungswachstum im Gebiet des benachbarten Wahlkreises Bietigheim-Bissingen machte zur Landtagswahl 2006 eine erste Umgruppierung notwendig. Deswegen wurde aus diesem Wahlkreis die Gemeinde Sachsenheim dem Wahlkreis Vaihingen zugeordnet. Seit der Landtagswahl 2011 gehört auch die Gemeinde Bönnigheim vom Wahlkreis Bietigheim-Bissingen zum Wahlkreis Vaihingen.

## Wahl 2021
Für die Landtagswahl 2021 treten folgende Kandidaten an:
| Direktkandidat   | Partei       | Stimmen in % | Landtagswahl 2016 Stimmen in % |
| ---------------- | ------------ | ------------ | ------------------------------ |
| Markus Rösler    | GRÜNE        | 34,9         | 33,1                           |
| Konrad Epple     | CDU          | 24,8         | 27,0                           |
| Friedemann Meyer | AfD          | 8,6          | —                              |
| Torsten Liebig   | SPD          | 9,6          | —                              |
| Roland Zitzmann  | FDP          | 11,1         | 09,0                           |
| Stephan Ludwig   | LINKE        | 2,7          | —                              |
| Guido Klamt      | ÖDP          | 0,8          | 00,7                           |
| Tobias Schmidt   | PARTEI       | 1,5          | —                              |
| Klaus Pflieger   | Freie Wähler | 3,9          | —                              |
| Randolf Knapp    | dieBasis     | 1,0          | —                              |
| Magnus Rembold   | KlimalisteBW | 0,5          | —                              |
| Claudia Fritsche | WiR2020      | 0,6          | —                              |
| Zahra Boussata   | Volt         | 0,4          | —                              |

## Wahl 2016
Die Landtagswahl 2016 hatte folgendes Ergebnis:
| Direktkandidat         | Partei           | Stimmen in % | Landtagswahl 2011 Stimmen in % |
| ---------------------- | ---------------- | ------------ | ------------------------------ |
| Markus Rösler          | GRÜNE            | 33,1         | 25,5                           |
| Konrad Epple           | CDU              | 27,0         | 38,8                           |
| Anja Markmann          | AfD              | 14,1         | —                              |
| Egon Beck              | SPD              | 11,5         | 22,0                           |
| Roland Zitzmann        | FDP              | 09,0         | 06,1                           |
| Peter Schimke          | LINKE            | 02,2         | 02,2                           |
| Carmen Hoffmann-Pristl | Tierschutzpartei | 01,2         | —                              |
| Ralf Marzian           | ALFA             | 00,7         | —                              |
| Guido Klamt            | ÖDP              | 00,7         | 00,7                           |
| Günther Ragg           | NPD              | 00,3         | 00,8                           |
| Alwin Dirs             | REP              | 00,2         | 01,0                           |

## Wahl 2011
Die Landtagswahl 2011 hatte folgendes Ergebnis:
| Direktkandidat    | Partei   | Stimmen in % | Landtagswahl 2006 Stimmen in % |
| ----------------- | -------- | ------------ | ------------------------------ |
| Konrad Epple      | CDU      | 38,8         | 45,0                           |
| Markus Rösler     | GRÜNE    | 25,5         | 11,7                           |
| Wolfgang Stehmer  | SPD      | 22,0         | 24,0                           |
| Viola Noack       | FDP      | 06,1         | 11,7                           |
| Peter Schimke     | LINKE    | 02,2         | WASG: 2,6                      |
| Thomas Lambeck    | PIRATEN  | 02,1         | —                              |
| Alwin Dirs        | REP      | 01,0         | 02,3                           |
| Franziska Weiblen | AUF      | 00,8         | —                              |
| Boris Jabs        | NPD      | 00,8         | 00,7                           |
| Christoph Jansen  | ÖDP      | 00,7         | 00,6                           |
| —                 | Sonstige | —            | 01,5                           |

## Abgeordnete seit 1976
Bei den Landtagswahlen in Baden-Württemberg hat jeder Wähler nur eine Stimme, mit der sowohl der Direktkandidat als auch die Gesamtzahl der Sitze einer Partei im Landtag ermittelt werden. Dabei gibt es keine Landes- oder Bezirkslisten, stattdessen werden zur Herstellung des Verhältnisausgleichs unterlegenen Wahlkreisbewerbern Zweitmandate zugeteilt. Die bis zur Wahl 2006 gültige Regelung sah eine Zuteilung dieser Mandate nach absoluter Stimmenzahl auf Ebene der Regierungsbezirke vor. Die Vergrößerung des Wahlkreises Vaihingen zur Landtagswahl 2006 vergrößerte die Chancen für Zweitmandate nach dem bis 2006 gültigen Wahlrecht. Die Änderung des Wahlrechtes ab 2011 mit der Zuteilung der Mandate nach prozentualem Ergebnis je Wahlkreis hatte auf den Wahlkreis Vaihingen keine relevanten Auswirkungen.
Den Wahlkreis Vaihingen vertraten seit 1976 folgende Abgeordnete im Landtag:
| Partei | Art des Mandats | Gewählte |
| ------ | --------------- | --- |
| CDU    | Erstmandat      | Annemarie Griesinger 1976, 1980 Günther Oettinger 1984, 1988, 1992, 1996, 2001, 2006, Mandat niedergelegt im Februar 2010 Albrecht Fischer, nachgerückt am 6. Februar 2010 Konrad Epple 2011 |
| CDU    | Zweitmandat     | Konrad Epple 2016, 2021 |
| GRÜNE  | Erstmandat      | Markus Rösler 2016, 2021 |
| GRÜNE  | Zweitmandat     | Markus Rösler 2011 |
| SPD    | Zweitmandat     | Wolfgang Stehmer 2006 |